# Īlias Atmatsidīs
Īlias Atmatsidīs (in greco Ηλίας Ατματσίδης?; Kozani, 20 aprile 1969) è un allenatore di calcio ed ex calciatore greco, di ruolo portiere.

## Palmarès

### Club

#### Competizioni nazionali
- Campionato greco: 2

AEK Atene: 1988-1989, 1991-1992
- Supercoppa di Grecia: 1

AEK Atene: 1989
- Coppa di Lega greca: 1

AEK Atene: 1989-1990